# Henrick Hooft

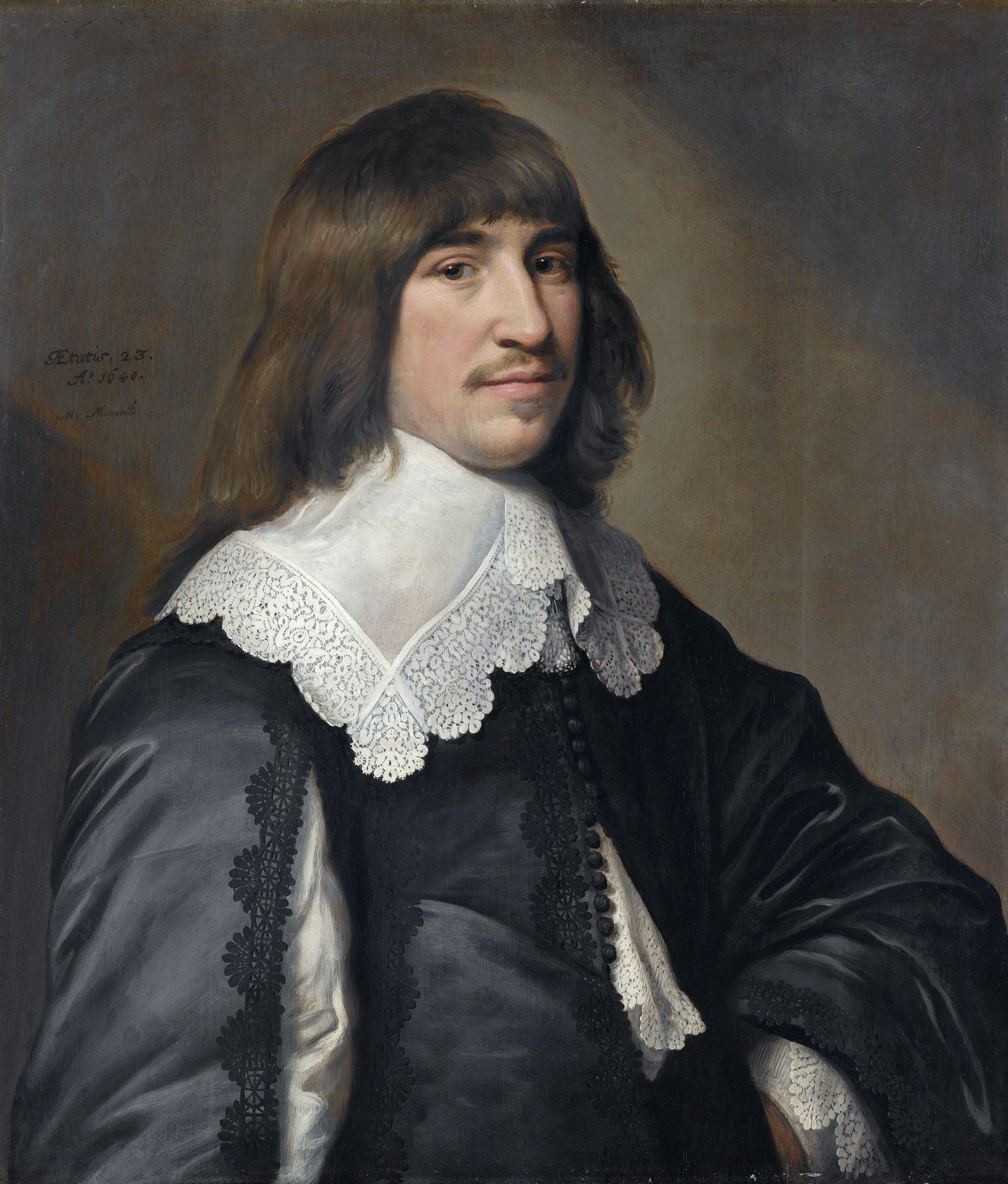
Henrick Hooft, gemalt im Jahre 1640 durch Michiel van Mierevelt, Rijksmuseum Amsterdam

Henrick Hooft (* 3. September 1617 in Amsterdam; † 12. Dezember 1678 in Amsterdam) war ein Amsterdamer Regent, Diplomat und Ratsherr des Goldenen Zeitalters. Er war Gutsherr von Oudkarspel, Schoten und Schoterbosch und trat zwischen den Jahren 1655 und 1678 als bedeutendes Mitglied der Amsterdamer Stadtregierung auf.

## Biografie

### Herkunft und Familie
Henrick Hooft entstammte dem Amsterdamer Regentengeschlecht der Hooft, seine Eltern waren Hendrik Willemszoon Hooft (1584–1626) und Haesje Houtloock (* 1589). Er war auch ein Verwandter des bedeutenden Dichters Pieter Corneliszoon Hooft. 1640 ehelichte er Aeghje Hasselaer († 1664), und wurde anlässlich ihrer Hochzeit durch Michiel van Mierevelt porträtiert. Dieser Ehe entsprangen acht Kinder, darunter mit Gerrit Hendricksz Hooft und Willem Hooft zwei spätere Bürgermeister von Amsterdam. Seine Tochter Isabella Hooft ehelichte Jacob Hop, einen bedeutenden Diplomaten und Staatsmann. Nach dem Tod seiner ersten Ehefrau nahm er 1667 Maria van Walenburgh (vor 1617–1679) aus Rotterdam zur Gattin, von welcher er Oudkarspel, Schoten und Schoterbosch erbte.
Hooft pflegte auch eine Freundschaft zum englischen Diplomaten, Staatsmann und Schriftsteller William Temple.

### Politik
Henrick Hooft wurde 1655 Mitglied der Amsterdamer Vroedschap, und 1656 erstmals zum Schepen ernannt. 1659 war er gemeinsam mit Cornelis de Graeff (dem Ehemann seiner Großcousine Catharina Hooft), Gillis Valckenier, Nicolaes Tulp, Pieter Cloeck und Coenraad Burgh Teil einer Kommission die seitens der Stadt Amsterdam über eine Investitionssumme von 12,000 Gulden für die Westindische Kompanie verhandelte. 1662 trat Hooft gemeinsam mit De Graeff, Cornelis Jan Witsen und Cornelis de Vlaming van Oudshoorn gegen den Kauf von Rembrandts Gemälde Die Verschwörung des Claudius Civilis auf, welches für die Inneneinrichtung des Amsterdamer Paleis op de Dam gedacht war.
Ab den beginnenden 1660er Jahre kristallisierten sich in der Amsterdamer Vroedschap neben der bestimmenden Staatsgesinnten Fraktion De Graeff zwei weitere führende Gruppierungen heraus; die Fraktion des Gillis Valckenier, der als derb, schlau und intrigant und in späteren Jahren als Oraniergesinnt galt, sowie die Fraktion des Henrick Hooft, die als eine Mittelpartei zwischen den beiden Gegenpolen stand. 1662 wurde Hooft erstmals zum Bürgermeister gewählt: eine weitere Ernennung erfolgte 1664. 1666 wurden Andries de Graeff und Valckenier Bürgermeister, und boteten Hooft dadurch aus, dass die ihm für drei Jahre in den Rat der Admiralität von Amsterdam entsandten. 1669 verlor auch De Graeff kurzzeitig sein Bürgermeisteramt, und Hooft wurde erneut für drei Jahre aus der Stadt abgezogen, diesmal als Gecommitteerde Raad nach Den Haag. Auch vertrat er 1669 die Republik als Gesandter in Polen. 1671 gelang es der Fraktion des Andries de Graeff mit Unterstützung von Hooft und De Vlaming van Oudshoorn die Fraktion Valckenier zu Fall zu bringen, und Gillis Valckenier ebenfalls als Gecommitteerde Raad nach Den Haag zu entsenden.
Durch die außenpolitischen Geschehnisse des Rampjaar 1672 forderten in der daraus resultierenden innenpolitischen Auseinandersetzung zwischen Monarchisten und Republikanern große Volksmassen den Rücktritt von Ratspensionär Johan de Witt und die Wiedereinsetzung der Oranier als Statthalter. So wie in anderen Städten auch, forderten große Volksmassen, dass die Amsterdamer Vroedschap von den Vertrauten und Parteigängern der De Witts gesäubert werden muss. Hooft wurde sogar mit dessen Steinigung bedroht, falls er nicht das Amt niederlegen werde. An Mauern in der Stadt war die Aufschrift zu lesen: Seid auf der Hut, Bürger, die Verräter sind wieder aktiv. Es sind: Reinst, Vlooswijk, [Andries] de Graeff, Oudshoorn, Hooft, Pol, Bontemantel. Trotz dieser Vorkommnisse saß er nach dem Rampjaar gemeinsam mit Valckenier in der von dem oranischen Statthalter Wilhelm III. nach dem Sturz De Witts umgewandelten Vroedschap. Seine weiteren Ernennungen zum Bürgermeister erfolgten in den 1672, 1677 und 1678. 1677 arbeitete er gemeinsam mit Valckenier an der Vorplanung zum Frieden von Nimwegen, um gegen die Bestrebungen von Wilhelm III. Und Cornelis Geelvinck einen Krieg mit Frankreich zu verhindern.

#### Conclusio und Ausblick
Die Konflikte zwischen Wilhelm III. von Oranien und den Patriziern Amsterdams im Rampjaar 1672 zeigten, dass weder Gillis Valckenier noch Henrick Hooft als überzeugte Orangisten gelten können. Ausschlaggebend waren hierbei hauptsächlich die Handelsinteressen für die sich Valckenier einsetzte und zugleich seinem Rivalen Andries de Graeff eine verschwenderische Politik vorwarf. Ebenfalls entstand die antifranzösische Politik von Valckenier und Coenraad van Beuningen aus ihrer Überzeugung, dass davon er Handel profitieren würde. Das macht ihren Konflikt mit Johan de Witt, dem Inbegriff der „Französischen Verbindung“, und auch De Graeff, verständlich. Es ist anzunehmen, dass es für Valckenier nicht von primären Interesse war, ob der Oranier Statthalter werden würde. Als dieser nach 1674 für die Fortsetzung des Krieges mit Frankreich eintrat, kam es zu Auseinandersetzungen mit Valckenier, weil Amsterdam nun vom Frieden profitierte.
Tatsächlich kann die Versöhnung von Hooft und Valckenier im Jahr 1676 nur dadurch erklärt werden, dass für sie die Interessen von Amsterdam und ihrer eigenen Fraktionen die ideologische Frage nach der Stellung des Oranier und der Republikanischen Ordnung. Parteikämpfe spielten in der Stadtpolitik eine untergeordnete Rolle. Es waren Fraktionen, oder vielmehr Fraktionsführer, die den Kurs vorgaben, und zumeist nur die Interessen der Stadt und ihrer eigenen Fraktion vertraten. Valckeniers Entscheidung sich hinter den Oranier zu stellen war eine pragmatische. Im Gegenzug verhalf Wilhelm III. fast ausschließlich Freunden und Verwandten von Valckenier zu einem Sitz in der Vroedschap.